# Hexatoma furtiva
Hexatoma furtiva là một loài ruồi trong họ Limoniidae. Chúng phân bố ở miền Ấn Độ - Mã Lai.